# Carl Lindbom (Basketballspieler)
Carl Lindbom (* 10. November 1991 in Espoo, Finnland) ist ein finnischer Basketballspieler. Der 2,03 m große finnische Ü-20 Nationalspieler spielt auf der Position des Power Forwards und wechselte 2010 von seinem Stammverein Honka zu den Skyliners Frankfurt, wo Honkas ehemaliger Trainer Gordon Herbert zwischenzeitlich arbeitete,  und spielte in der deutschen Basketball-Bundesliga sowie mit einer Doppellizenz in der dritten Liga ProB. Im September 2011 kehrte Lindbom, dessen Vater Curt Präsident des finnischen Verbandes ist, in seine Heimat zurück und schloss sich Torpan Pojat aus der Hauptstadt Helsinki an, nachdem er schon im Januar 2011 bei seinem Stammverein im benachbarten Espoo leihweise für einen Monat aktiv war. Für die Saison 2012/13 wechselte er zum Ligakonkurrenten Pyrintö nach Tampere.